# ФК „Германея“ (Сапарева баня)
ФК Германея е български футболен клуб от град Сапарева баня. Съществувал е през 20 век, но бива закрит. Възроден е отново през 2008 г. с помощ от общината. Участва в Югозападна Трета Лига. Основният им екип е синьо-бял, а резервният жълто-син. Старши треньор е Милен Лахчев.